# كيرن بيج
كيرن بيج (بالإنجليزية: Kieran Page) هو دراج بريطاني، ولد في 2 مايو 1983 في Newport, Isle of Wight ‏ في المملكة المتحدة.

## وصلات خارجية
- الموقع الرسمي
- كيرن بيج على موقع الاتحاد الدولي للدراجات (الإنجليزية)
- كيرن بيج على موقع أرشيف الدراجات (الإنجليزية)
- كيرن بيج على موقع إحصائيات الدراجات الإحترافية (الإنجليزية)
- كيرن بيج على موقع MTB Data (الإنجليزية)
- كيرن بيج على موقع اتحاد ألعاب الكومنولث (مؤرشف) (الإنجليزية)